# Powhatan Point
Powhatan Point é uma vila localizada no estado norte-americano de Ohio, no Condado de Belmont.

## Demografia
Segundo o censo norte-americano de 2000, a sua população era de 1744 habitantes.
Em 2006, foi estimada uma população de 1695, um decréscimo de 49 (-2.8%).

## Geografia
De acordo com o United States Census Bureau tem uma área de
4,4 km², dos quais 4,0 km² cobertos por terra e 0,4 km² cobertos por água. Powhatan Point localiza-se a aproximadamente 203 m acima do nível do mar.

## Localidades na vizinhança
O diagrama seguinte representa as localidades num raio de 16 km ao redor de Powhatan Point.